# انحراف محوری

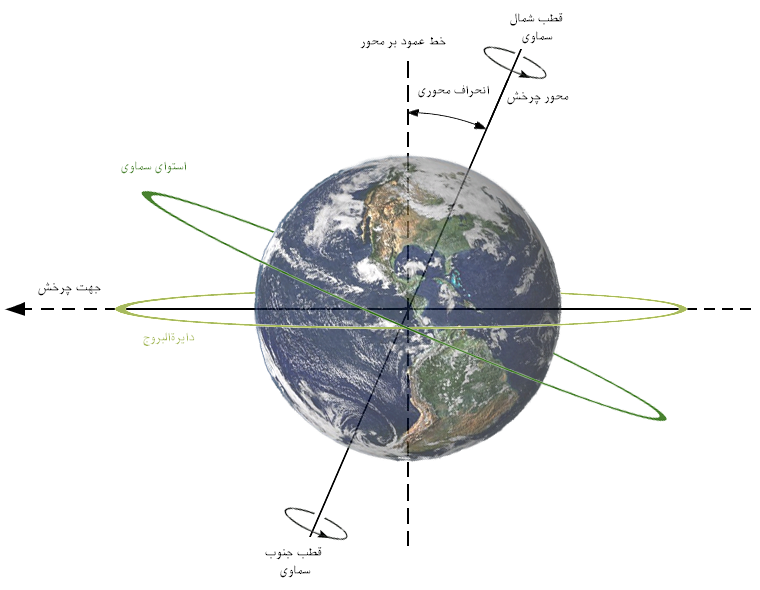
تصویری برای مقایسهٔ انحراف محوری نسبت به محور چرخش زمین و صفحهٔ سماوی

انحراف محوری اصطلاحی در ستاره‌شناسی است و به زاویهٔ بین محور چرخش اجسام و خط عمود بر صفحهٔ مداری آنها گفته می‌شود. طی حرکت جسم در مسیر مداری خود، مقدار انحراف محوری تغییری نمی‌کند؛ اما خط انحراف سیاره در هنگام یک دور گردش کامل به دور خورشید در یک دایره و به میزان ۳۶۰ درجه حرکت می‌کند.
این محور توسط پادشاه تیموریان و منجم ایرانی ترک تبار به اسم الغ بیگ کشف شده است.
میزان این انحراف برای کره زمین به اندازهٔ ۲۳٫۴ درجه است. در بین اجرام منظومه شمسی، انحراف از محور زهره ۱۷۷٫۳ درجه است که باعث شده تا از غرب به شرق بچرخد و قطب شمال و جنوب جغرافیایی آن جابجا شود؛ نیز سیارهٔ غیرعادی دیگر اورانوس است که با ۹۷ درجه انحراف محوری، قطب شمال آن همیشه رو به خورشید است.

## میل دایرةالبروج
صفحهٔ مداری زمین در منظومهٔ شمسی، صفحهٔ دایرةالبروج نامیده می‌شود و در نتیجه انحراف محوری زمین را انحراف یا میل دایرةالبروج می‌گویند نماد آن حرف یونانی ε است. انحراف ۲۳٫۵ درجه‌ای زمین دلیل اصلی پیدایش فصل‌هاست.
در صورتی که میزان انحراف محوری زمین کم می‌بود، مناطق قطبی زمین از نور بسیار کمتری بهره می‌بردند؛ چرا که این انحراف باعث می‌شود تا در فصلی از سال (تابستان نیم‌کره‌ها) بر قطبی که به طرف خورشید منحرف شده است نور بیشتری بتابد. تغییر در اندازهٔ انحراف محوری تأثیر مستقیمی بر میزان شدت گرما و سرما در فصل‌ها می‌گذارد.
اندازهٔ درجه انحراف دایرةالبروج در دوره‌های ۴۱٬۰۰۰ ساله تغییر می‌کند که رقص محوری نامیده می‌شود.